# Кнараван
Кнараван (вірм. Քնարավան) — село у Шаумянівському районі Нагірно-Карабаської Республіки. Село розташоване на правому березі річки Левонагет (ліва притока Трту) на трасі Мартакерт - Варденіс, за 28 км на північ від міста Карвачара, за 40 км на схід від міста Варденіса, за 82 км на захід від міста Мартакерта, за 2 км на захід від села Чапні та за 4 км на схід від села Нор Карачінар.
Село засноване благодійним фондом «Єркір» на гроші вірменина з США Карапета Арутюняна в 2003 році. Названо на честь його загиблої дружини Кнар Арутюнян. Неподалік від села знаходяться стародавня вірменська фортеця Андаберд і руїни стародавнього вірменського монастиря Андаберд. Село являє собою 18 нових котеджів, побудована нова сучасна школа, планується побудувати соціальний центр. Жителі села займаються сільським господарством. Село було заселене вихідцями з Вірменії — уродженцями Арташата, Веді, Гавара та Єревана.
Згідно з адміністративно-територіальним поділом невизнаної Нагірно-Карабахської Республіки, яка контролювала місцевість з квітня 1993 року до 25 листопада 2020 року, село Кнарава́н  знаходилося в Шаумянівському районі НКР.

У жовтні 2020 року, під час Другої Карабахської війни, село було обстріляно, в ході якого було поранено місцеву жительку[4]. До 25 листопада 2020 року через два тижні після ув'язненого перемир'я вірменські війська були повністю виведені з Кельбаджарського району, а територія, на якій був розташований Кнараван, повернулася під контроль Азербайджану. Мешканці масово покинули село; при цьому багато хто від'їжджають взялися знищувати те, що було неможливо забрати із собою «щоб не дісталося ворогові»: за один день були повалені телефонні стовпи, спалені всі будинки, школа та залишене майно.

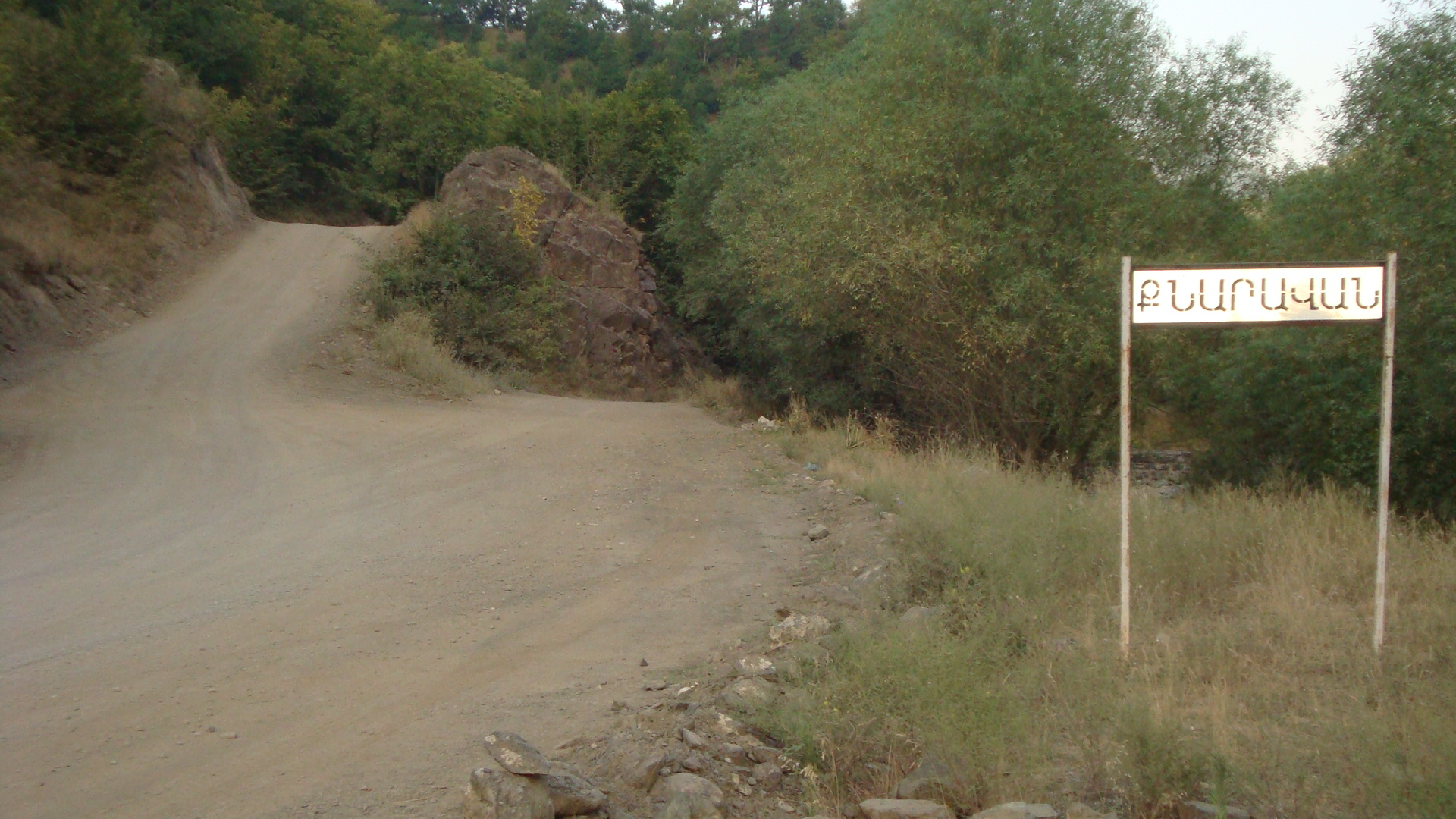
Дорожня табличка перед селом
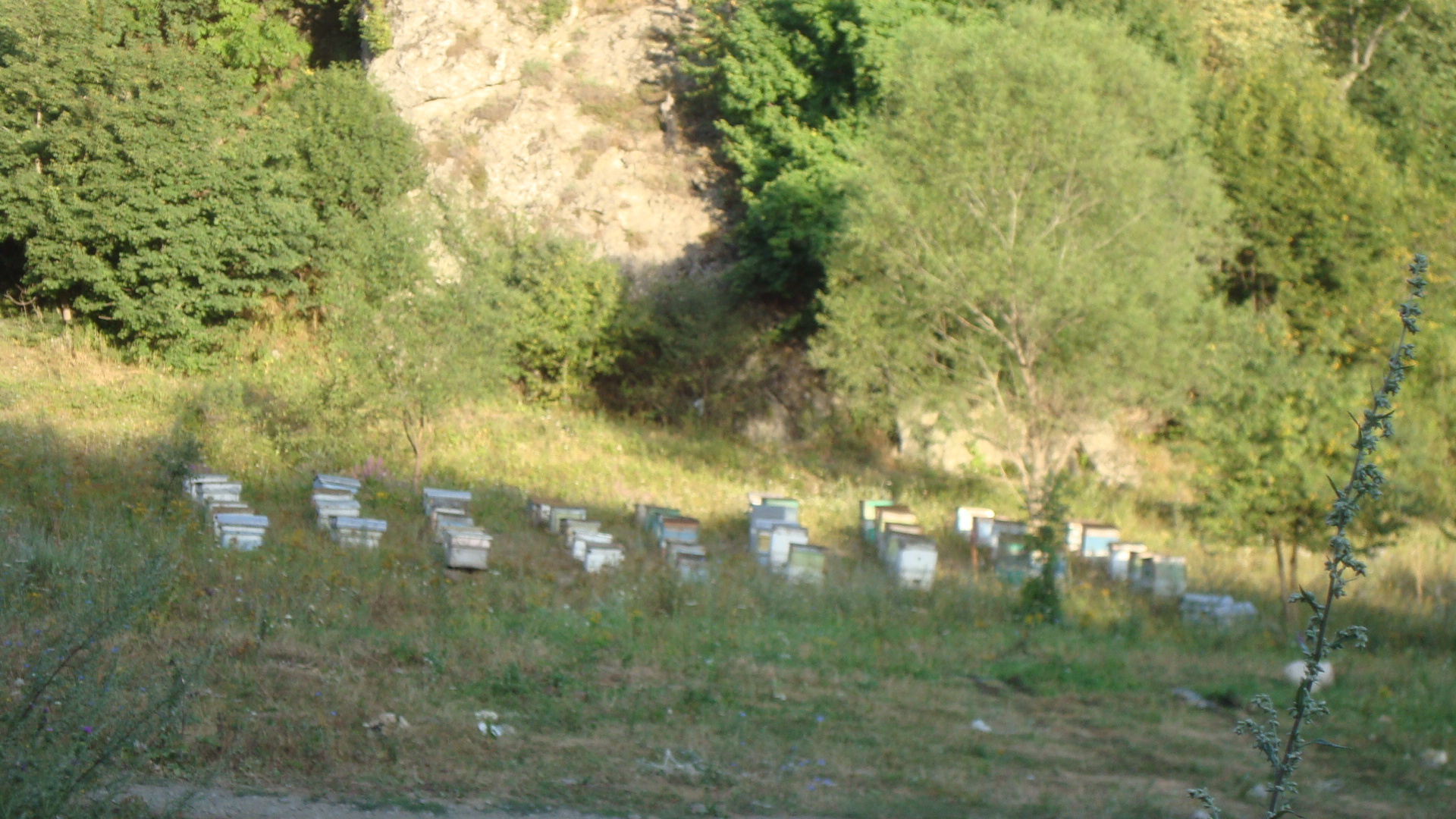
Пасіки
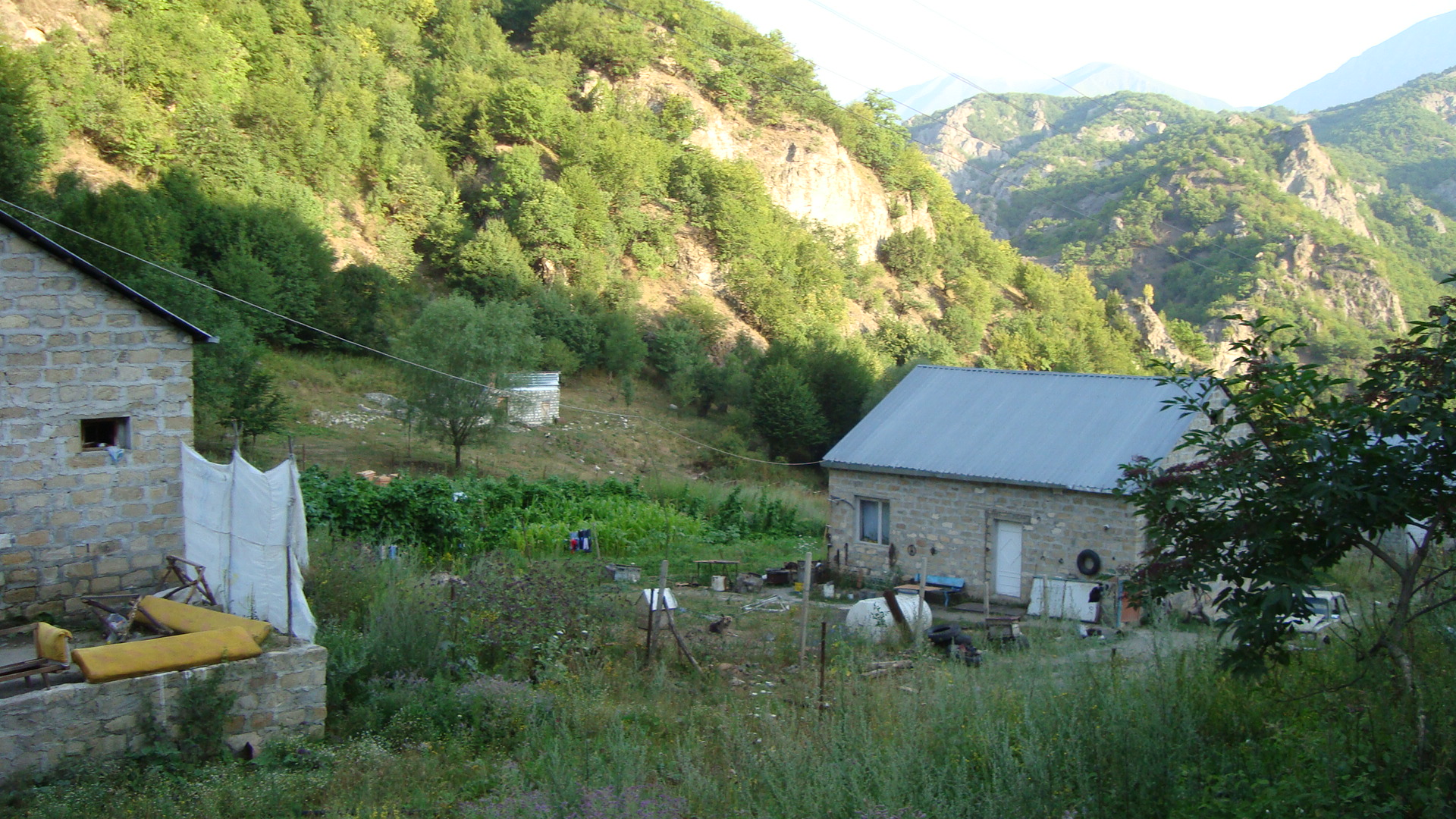
Домашнє господарство
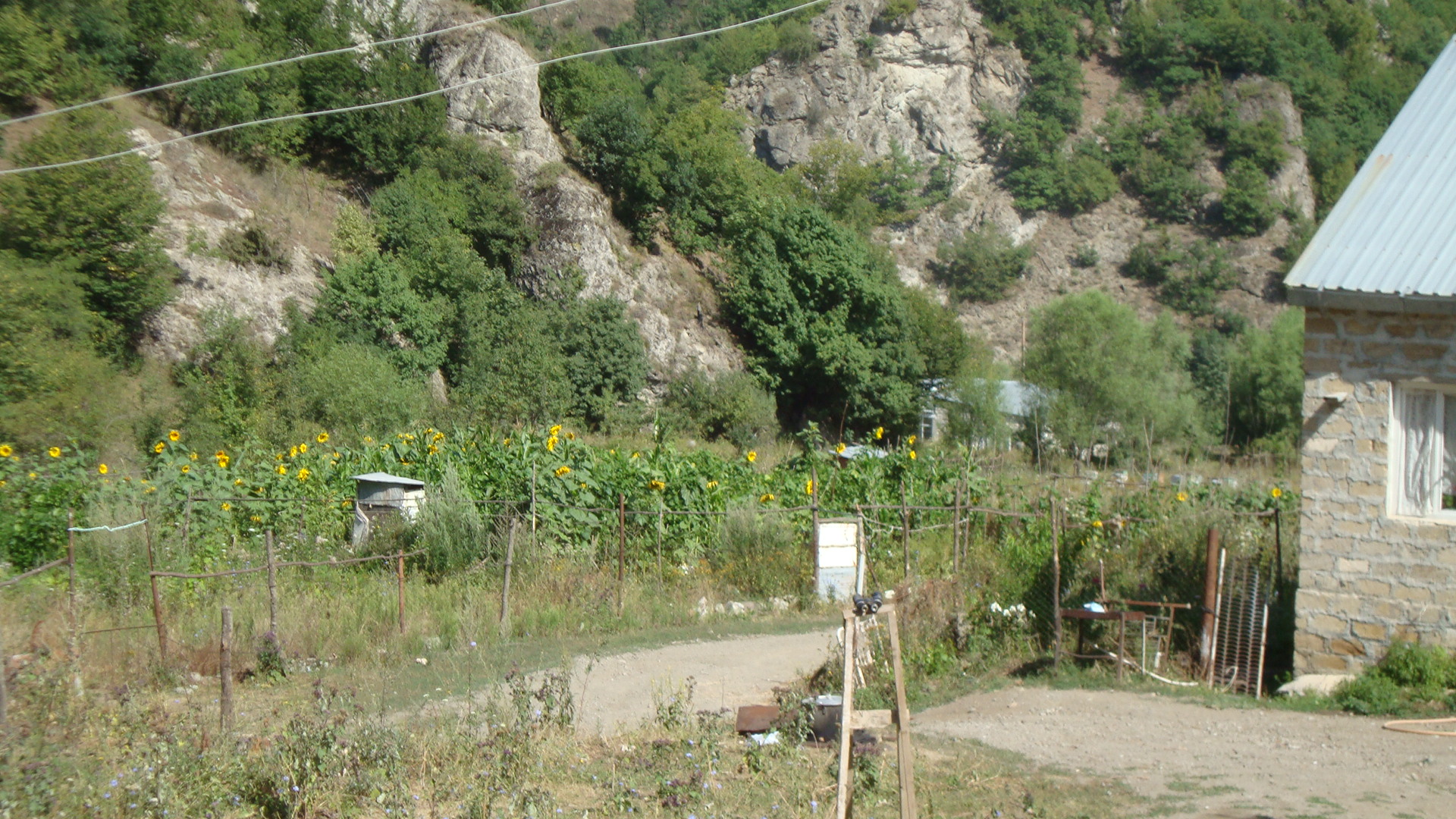
Сільськогосподарські насадження
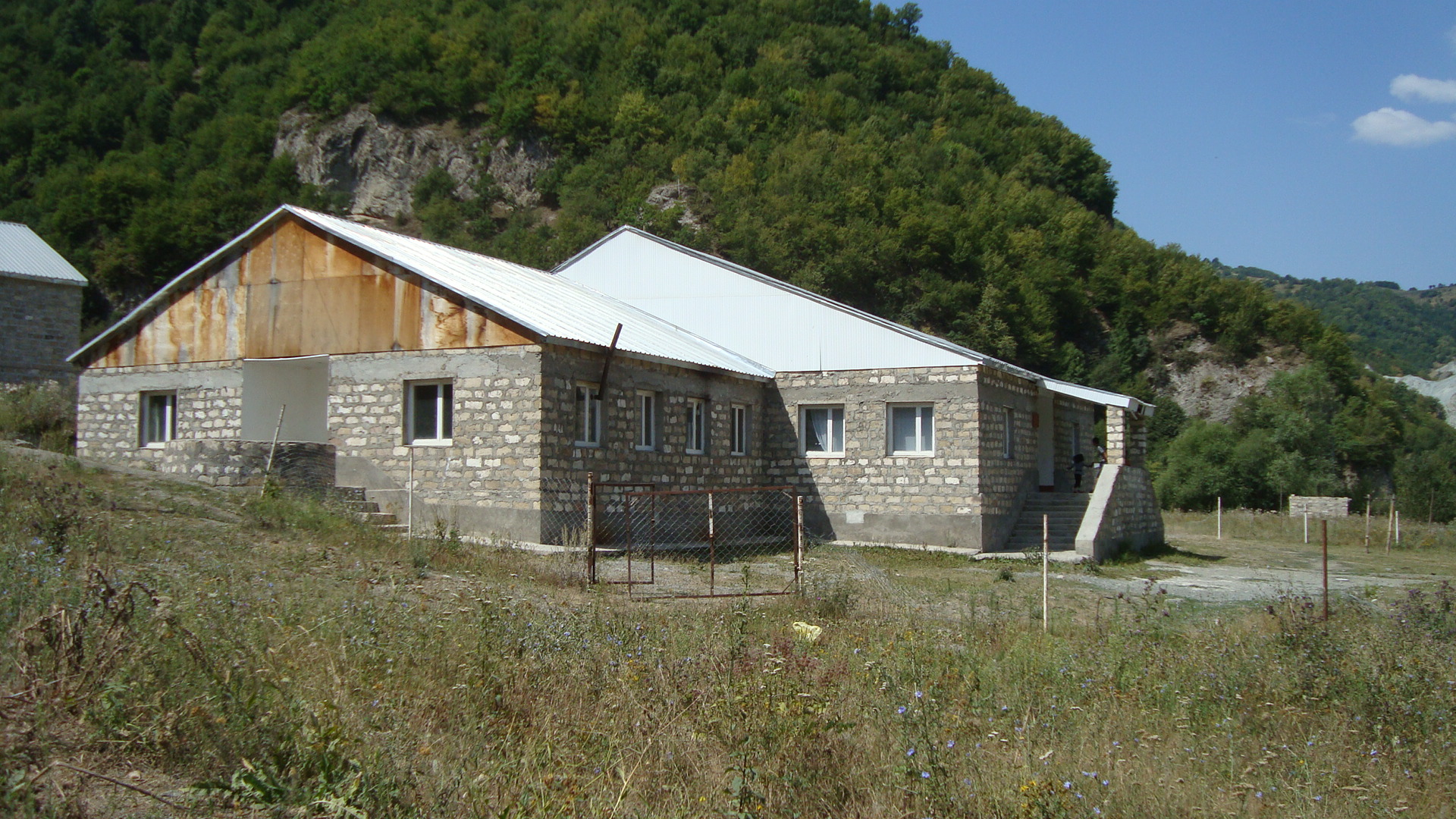
Сільська школа
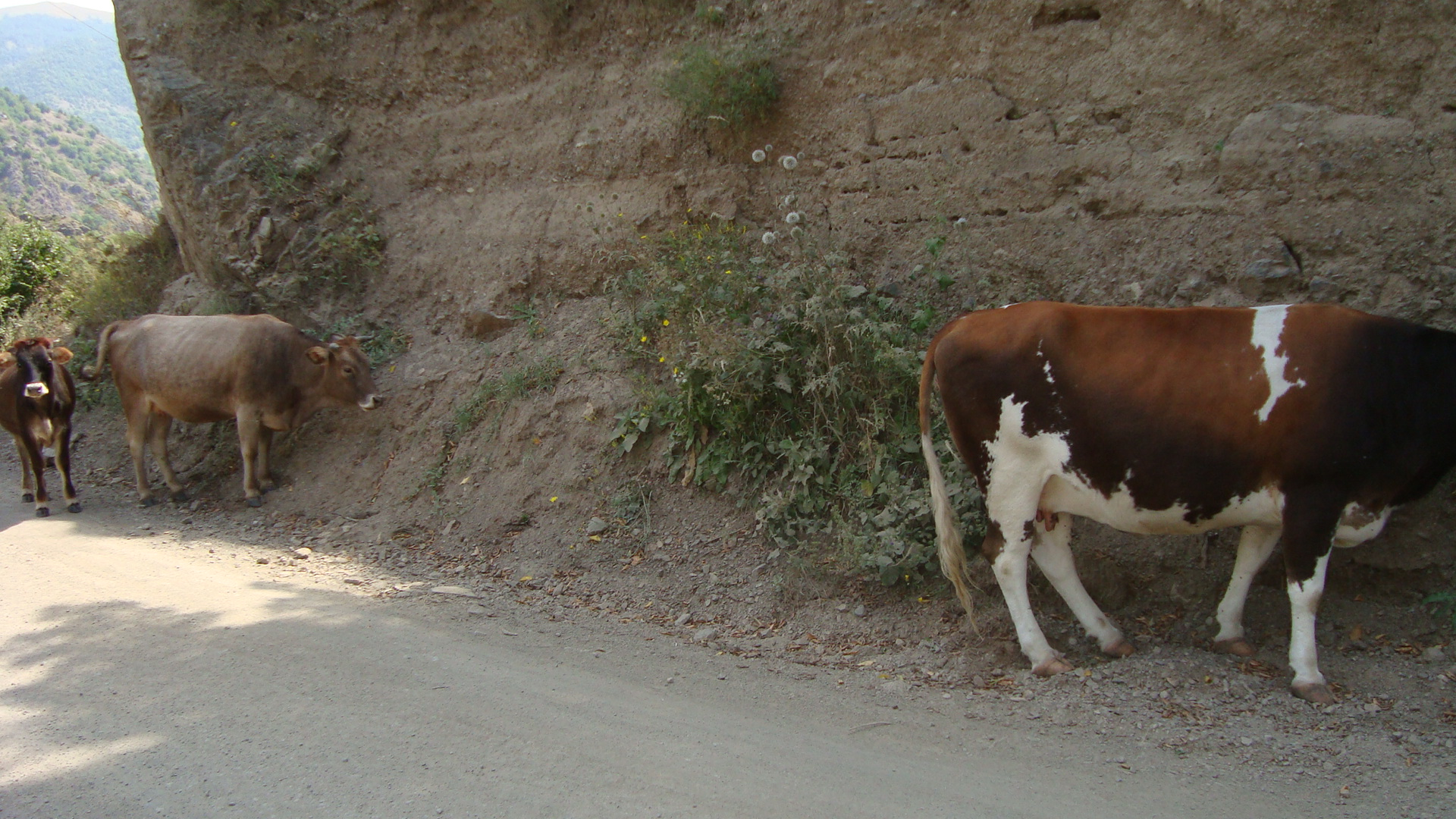
Крупна рогата худоба